# Typhlomangelia lincta
Typhlomangelia lincta é uma espécie de gastrópode do gênero Typhlomangelia, pertencente à família Borsoniidae.